# Rodriguezia candelariae
Rodriguezia candelariae là một loài thực vật có hoa trong họ Lan. Loài này được Kraenzl. miêu tả khoa học đầu tiên năm 1916.